# Crkva sv. Ivana na Klisu
Crkva sv. Ivana i obližnje arheološko nalazište nalaze se na Klisu.

## Opis
Vrijeme nastanka: 2. do 15. stoljeće. Crkva Sv. Ivana i arheološko nalazište nalaze se podno Klisa odnosno u jugoistočnom dijelu Kliškog polja. Crkva Sv. Ivana se prvi put spominje sredinom 14. stoljeća, a budući da je posvećena sv. Ivanu Krstitelju, zaštitniku roda Šubića Bribirskih, njena se gradnja vezuje za vrijeme kada ti knezovi gospodare Klisom (13. i 14. st.). Prema predaji sv. Ivan je najstarija kliška župna crkva. U srednjem vijeku crkva ima dva titulara, sv. Ivana i sv. Eufemije. Crkva je jednobrodna s polukružnom apsidom na istočnoj strani i ulazom na zapadnoj strani.Uokolo crkve nalazi se srednjovjekovno groblje ograđeno zidom na koje nije arheološki istraživano. Na širem području oko crkve, ponajviše prema sjeveru i sjeverozapadu, nalaze se brojni ulomci antičke keramike, građevnog crijepa i obrađenih kamenih blokova. Uzevši u obzir ove nalaze te brojne antičke spolije iz crkve, vjerojatno je da se crkvica smjestila na mjestu nekog ranijeg antičkog stambeno-gospodarskog kompleksa kakvih je u Kliškom polju ubicirano nekoliko. Također, titulari crkve, sv. Ivana i sv. Eufemije upućuju na postojanje ranokršćanskog sakralnog objekta.

## Zaštita
Pod oznakom Z-6222 zavedeni su kao nepokretno kulturno dobro - pojedinačno, pravna statusa zaštićena kulturnog dobra, klasificirano kao "arheološka baština".